# Чан Юнсян
Чан Юнсян  (кит.: 常永祥, 16 вересня 1983) — китайський борець греко-римського стилю, олімпійський медаліст.

## Спортивні результати на міжнародних змаганнях

### Виступи на Олімпіадах
| Змагання                    | Збірна | Вагова категорія                 | Місце  |
| --------------------------- | ------ | -------------------------------- | ------ |
| Літні Олімпійські ігри 2008 | Китай  | греко-римська боротьба, до 74 кг | Срібло |

### Виступи на Чемпіонатах світу
| Змагання                        | Збірна | Вагова категорія                 | Місце |
| ------------------------------- | ------ | -------------------------------- | ----- |
| Чемпіонат світу з боротьби 2006 | КНР    | греко-римська боротьба, до 74 кг | 26    |
| Чемпіонат світу з боротьби 2007 | КНР    | греко-римська боротьба, до 74 кг | 32    |
| Чемпіонат світу з боротьби 2011 | КНР    | греко-римська боротьба, до 74 кг | 16    |

### Виступи на Чемпіонатах Азії
| Змагання                       | Збірна | Вагова категорія                 | Місце  |
| ------------------------------ | ------ | -------------------------------- | ------ |
| Чемпіонат Азії з боротьби 2005 | КНР    | греко-римська боротьба, до 74 кг | 7      |
| Чемпіонат Азії з боротьби 2007 | КНР    | греко-римська боротьба, до 74 кг | Бронза |
| Чемпіонат Азії з боротьби 2008 | КНР    | греко-римська боротьба, до 74 кг | Золото |

### Виступи на Азійських іграх
| Змагання           | Збірна | Вагова категорія                 | Місце |
| ------------------ | ------ | -------------------------------- | ----- |
| Азійські ігри 2010 | КНР    | греко-римська боротьба, до 74 кг | 7     |

### Виступи на Кубках світу
| Змагання                    | Збірна | Вагова категорія                 | Місце |
| --------------------------- | ------ | -------------------------------- | ----- |
| Кубок світу з боротьби 2009 | КНР    | греко-римська боротьба, до 74 кг | 5     |

### Виступи на інших змаганнях
| Змагання                                                      | Збірна | Вагова категорія                 | Місце  |
| ------------------------------------------------------------- | ------ | -------------------------------- | ------ |
| Міжнародний меморіал Дейва Шульца 2007                        | КНР    | греко-римська боротьба, до 74 кг | Срібло |
| Тестовий турнір FILA 2011                                     | КНР    | греко-римська боротьба, до 74 кг | Бронза |
| Олімпійський кваліфікаційний турнір з боротьби 2012 (Астана)  | КНР    | греко-римська боротьба, до 74 кг | 5      |
| Олімпійський кваліфікаційний турнір з боротьби 2012 (Тайюань) | КНР    | греко-римська боротьба, до 74 кг |        |
| Кубок Владислава Пітласинські 2015                            | КНР    | греко-римська боротьба, до 75 кг | 23     |
| Гран-прі Парижа з боротьби 2016                               | КНР    | греко-римська боротьба, до 80 кг | Бронза |
| Гран-прі Угорщини з боротьби 2016                             | КНР    | греко-римська боротьба, до 80 кг | 8      |